# Петчабури
Петчабури е една от 76-те провинции на Тайланд. Столицата ѝ е едноименния град Петчабури. Населението на провинцията е 474 192 души (31 декември 2014) – 58-а по население, а площта 6225,1 кв. км (36-а по площ). Намира се в часова зона UTC+7. Разделена е на 8 района, които са разделени на 93 общини и 681 села.